# Выпуск стандартных марок СССР «В. И. Ленин»

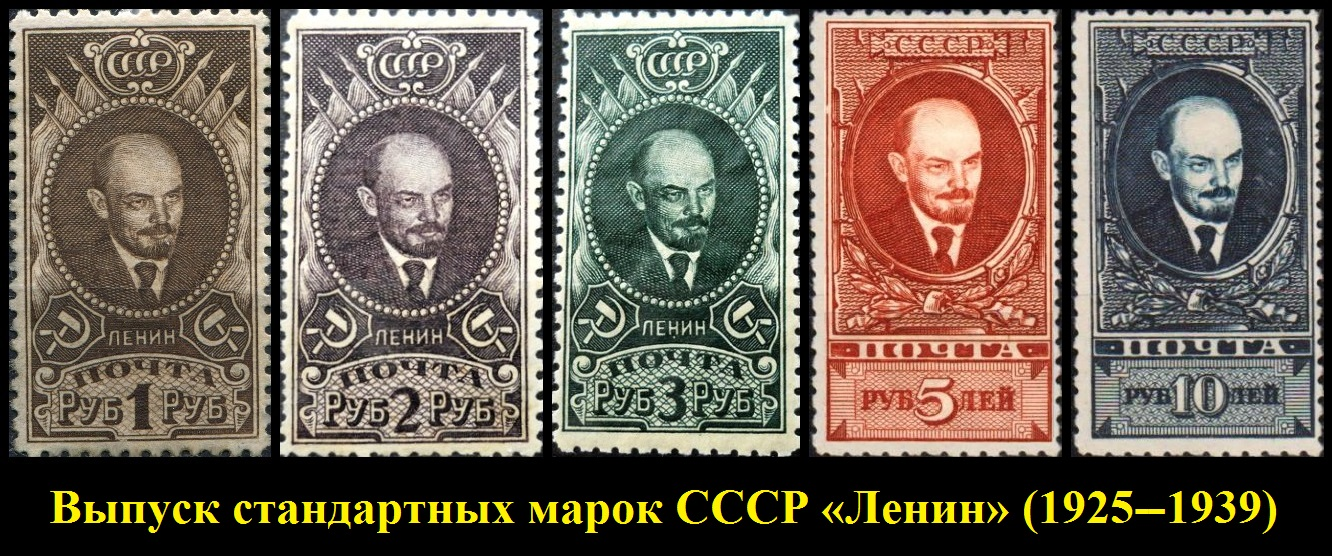
Марки стандартного выпуска СССР «Ленин»

Стандартные марки СССР «Ленин» — высокономинальные стандартные марки от 1 до 10 рублей с портретом В. И. Ленина впервые были выпущены в июле 1925 — мае 1928 года. Они были выполнены металлографическим способом на обыкновенной бумаге с водяными знаками. Марки выпускались с зубцами трёх разных размеров и без зубцов (в 1926 году). Известны различные положения водяного знака (горизонтальное и вертикальное) и размеры рисунка по высоте (39×39,5 и 39,5×40 мм). В 1928—1929 годах марки номиналами в 3, 5 и 10 рублей были переизданы на бумаге с другим водяным знаком. Гравировал их А. Троицкий. С мая по ноябрь 1939 года эти же три марки были вновь переизданы, но на рыхлой и гладкой бумаге без водяного знака. Известны по два размера рисунка по высоте каждой марки: на рыхлой бумаге — 39×39,5 мм и на гладкой бумаге — 39,5×40 мм.
В 1925 году начат выпуск стандартных почтовых марок с портретом В. И. Ленина (1925—1939) номиналом в 5 и 10 рублей (художник В. Корзун).
В 1926 году продолжена эмиссия стандартных почтовых марок с портретом В. И. Ленина (1925—1939) — в обращение поступили марки номиналом в 1; 2 и 3 рубля (художник Д. Голядкин).
В 1928 году продолжена эмиссия стандартных почтовых марок с портретом В. И. Ленина — в обращение поступили марки образца 1928—1929 года номиналом в 3; 5 и 10 рублей. В мае переизданы марки образца 1925—1926 года номиналом в 5 и 10 рублей (художник В. Корзун), а в ноябре выпущена марка номиналом 3 рубля (художник Д. Голядкин).
В 1929 году продолжена эмиссия стандартных почтовых марок с портретом В. И. Ленина — в обращение поступили марки образца 1928—1929 года номиналом в 3 (художник Д. Голядкин) и 10 (художник В. Корзун) рублей.
В 1939 году переизданы стандартные почтовые марки с портретом В. И. Ленина — в обращение поступили марки образца 1925—1929 года номиналом в 3; 5 и 10 рублей на рыхлой и гладкой бумаге без водяного знака. В мае переизданы марки образца 1925—1929 года номиналом в 3 (художник Д. Голядкин) и 5 (художник В. Корзун) рублей, а в ноябре — марка номиналом 10 рублей (художник В. Корзун). Гравировал миниатюры П. Ксидиас.
Порядок следования элементов в таблице соответствует номеру по каталогу марок СССР (ЦФА), в скобках приведены номера по каталогу «Михель».
| № по каталогу                                                                          | Изображение | Описание и источники | Номинал, руб. | Дата выпуска       | Тираж     | Художник                                 |
| -------------------------------------------------------------------------------------- | ----------- | -------------------- | ------------- | ------------------ | --------- | ---------------------------------------- |
| (ЦФА [АО «Марка»] № 223) (ЦФА [АО «Марка»] № 223А) (ЦФА [АО «Марка»] № 223Б) (Mi #296) |             | Портрет В. И. Ленина | 5,00          | июль 1925 года     | 750 000   | В. Корзун гравёр Алексей Троицкий        |
| (ЦФА [АО «Марка»] № 224) (ЦФА [АО «Марка»] № 224А) (ЦФА [АО «Марка»] № 224Б) (Mi #297) |             | Портрет В. И. Ленина | 10,00         | июль 1925 года     | 300 000   | В. Корзун гравёр Алексей Троицкий        |
| (ЦФА [АО «Марка»] № 220) (ЦФА [АО «Марка»] № 220А) (Mi #308)                           |             | Портрет В. И. Ленина | 1,00          | 24 марта 1926 года | 1 000 000 | Дмитрий Голядкин гравёр Алексей Троицкий |
| (ЦФА [АО «Марка»] № 221) (ЦФА [АО «Марка»] № 221А) (Mi #309)                           |             | Портрет В. И. Ленина | 2,00          | 24 марта 1926 года | 1 000 000 | Дмитрий Голядкин гравёр Алексей Троицкий |
| (ЦФА [АО «Марка»] № 222) (Mi #310)                                                     |             | Портрет В. И. Ленина | 3,00          | 24 марта 1926 года | 1 000 000 | Дмитрий Голядкин гравёр Алексей Троицкий |
| (ЦФА [АО «Марка»] № 307) (Mi #358 A)                                                   |             | Портрет В. И. Ленина | 3,00          | ноябрь 1928 года   | 1 000 000 | Дмитрий Голядкин гравёр Алексей Троицкий |
| (ЦФА [АО «Марка»] № 308) (Mi #359 A) (ЦФА [АО «Марка»] № 308А) (Mi #359 C)             |             | Портрет В. И. Ленина | 5,00          | май 1928 года      | 750 000   | В. Корзун гравёр Алексей Троицкий        |
| (ЦФА [АО «Марка»] № 309) (Mi #360 A) (Mi #360 D) (Mi #360 E)                           |             | Портрет В. И. Ленина | 10,00         | май 1928 года      | 500 000   | В. Корзун гравёр Алексей Троицкий        |
| (ЦФА [АО «Марка»] № 307А) (Mi #358 C)                                                  |             | Портрет В. И. Ленина | 3,00          | 1929 год           | 1 000 000 | Дмитрий Голядкин гравёр Алексей Троицкий |
| (ЦФА [АО «Марка»] № 309А) (Mi #360 C)                                                  |             | Портрет В. И. Ленина | 10,00         | 1929 год           | 500 000   | В. Корзун гравёр Алексей Троицкий        |
| (ЦФА [АО «Марка»] № 670) (Mi #687)                                                     |             | Портрет В. И. Ленина | 3,00          | ноябрь 1939 года   | 2 000 000 | Дмитрий Голядкин гравёр Перикл Ксидиас   |
| (ЦФА [АО «Марка»] № 671) (Mi #688)                                                     |             | Портрет В. И. Ленина | 5,00          | май 1939 года      | 1 000 000 | В. Корзун гравёр Перикл Ксидиас          |
| (ЦФА [АО «Марка»] № 672) (Mi #689)                                                     |             | Портрет В. И. Ленина | 10,00         | май 1939 года      | 1 000 000 | В. Корзун гравёр Перикл Ксидиас          |

## Фальсификации
Для ранних выпусков почтовых марок СССР зубцовка не регламентировалась, и марки в пределах одного выпуска перфорировались по разной технологии. Тиражи почтовых марок с разными разновидностями зубцовки очень часто значительно отличались, что обусловило бо́льшую редкость одного из видов зубцовки и в результате более высокую рыночную стоимость подобной разновидности. Этим обстоятельством умело пользовались фальсификаторы, которые добивали редкую разновидность зубцовки на обычной марке. В ряде случаев такие марки легко отличить от подлинных, ибо у них меньшее расстояние между противоположными (параллельными) рядами зубцов (достаточно наложить такую марку на подлинную с обычной зубцовкой и её размеры окажутся меньше оригинальной). Также на подделках могут оставаться следы прежней зубцовки. В случае, когда однотипные марки официально выпускались с разновидностями по зубцовке и в беззубцовом варианте фальсификат можно отличить по структуре и форме отверстий проколов при большом увеличении. Тем не менее в большинстве случаев требуется квалифицированная экспертиза. Кроме того, встречаются фальсификации иного рода, когда из перфорированного выпуска изготавливается редкая (дорогая) разновидность беззубцовой марки. Распознать такого рода фальсификацию относительно не сложно, ибо официально выпущенные беззубцовыми марки обладают широкими полями. Некоторые марки стандартного выпуска «Ленин» (1928—1929) поступили в обращение не только с линейной, но и с комбинированной зубцовкой 10½:12½  (Mi #360 D) и 12½:10½  (Mi #360 E). При этом большинство марок с комбинированной зубцовкой, имеющих хождение на филателистическом рынке, являются фальсификатами, изготовленными из марок выпуска 1928—1929 годов  (ЦФА [АО «Марка»] № 309)  (Mi #360 A) на бумаге с водяным знаком «теневые квадраты» номиналом в 10 рублей. Фальсификаторы стремились изготовить экземпляры с редко встречающимися комбинированными зубцовками. Однако официально марки этого выпуска в беззубцовом варианте  (ЦФА [АО «Марка»] № 309Б) в обращение не поступали. Для изготовления подделок поверх существующей зубцовки у обыкновенных марок с зубцами 10½  (ЦФА [АО «Марка»] № 309) с обеих сторон в горизонтальном или вертикальном направлении наносилась новая зубцовка 12½. Выявить подделку в данном случае не представляет особого труда. Поскольку новая перфорация наносилась поверх существующей, то такая марка соответственно становилась либо более узкой (новые зубцы наносились по вертикальным сторонам), либо короче по высоте, если дополнительно перфорировались горизонтальные стороны.

## Комментарии
1. ↑  Ниже приведён перечень стандартных марок (с возможностью сортировки по номиналу, тиражу и дате введения в обращение).
2. ↑  Портрет В. И. Ленина, кирпично-красная. Металлография на плотной бумаге с водяным знаком «ковер», перфорирована:  (ЦФА [АО «Марка»] № 223) — линейная зубцовка 10½ (на каждые 2 сантиметра края марки приходится 10½ зубцов);  (ЦФА [АО «Марка»] № 223А) — линейная зубцовка 12½ (на каждые 2 сантиметра края марки приходится 12½ зубцов);  (ЦФА [АО «Марка»] № 223Б) — линейная зубцовка 13½ (на каждые 2 сантиметра края марки приходится 13½ зубцов). Марки без зубцов  (ЦФА [АО «Марка»] № 225) в обращение не поступали[6][8][9].
3. ↑  Портрет В. И. Ленина, тёмно-синяя. Металлография на плотной бумаге с водяным знаком «ковер», перфорирована:  (ЦФА [АО «Марка»] № 224) — линейная зубцовка 10½ (на каждые 2 сантиметра края марки приходится 10½ зубцов);  (ЦФА [АО «Марка»] № 224А) — линейная зубцовка 12½ (на каждые 2 сантиметра края марки приходится 12½ зубцов);  (ЦФА [АО «Марка»] № 224Б) — линейная зубцовка 13½ (на каждые 2 сантиметра края марки приходится 13½ зубцов). Марки без зубцов  (ЦФА [АО «Марка»] № 226) в обращение не поступали[6][8][9].
4. ↑  Портрет В. И. Ленина, коричневая  (ЦФА [АО «Марка»] № 220) и серо-коричневая  (ЦФА [АО «Марка»] № 220А). Металлография на плотной бумаге с водяным знаком «ковер», перфорирована: встречается несколько вариантов линейной зубцовки. Марки без зубцов в обращение не поступали[8][9][10].
5. ↑  Портрет В. И. Ленина, тёмно-фиолетовая. Металлография на плотной бумаге с водяным знаком «ковер», перфорирована:  (ЦФА [АО «Марка»] № 221) — линейная зубцовка 10½ (на каждые 2 сантиметра края марки приходится 10½ зубцов) и  (ЦФА [АО «Марка»] № 221А) — линейная зубцовка 12½ (на каждые 2 сантиметра края марки приходится 12½ зубцов). Марки без зубцов в обращение не поступали[8][9][10].
6. ↑  Портрет В. И. Ленина, тёмно-зелёная. Металлография на плотной бумаге с водяным знаком «ковер», перфорирована: линейная зубцовка 10½ (на каждые 2 сантиметра края марки приходится 10½ зубцов). Марки без зубцов в обращение не поступали[8][9][10].
7. ↑  Портрет В. И. Ленина, тёмно-зелёная. Металлография на толстой бумаге с водяным знаком «теневые квадраты», перфорирована: линейная зубцовка 10½ (на каждые 2 сантиметра края марки приходится 10½ зубцов), 40 (8×5) экземпляров на марочных листах. Марки без зубцов  (ЦФА [АО «Марка»] № 307Б) в обращение не поступали[11][12][13].
8. ↑  Портрет В. И. Ленина, красно-коричневая. Металлография на толстой бумаге с водяным знаком «теневые квадраты», перфорирована:  (ЦФА [АО «Марка»] № 308)  (Mi #359 A) — линейная зубцовка 10½ (на каждые 2 сантиметра края марки приходится 10½ зубцов) и  (ЦФА [АО «Марка»] № 308А)  (Mi #359 C) — линейная зубцовка 10 (на каждые 2 сантиметра края марки приходится 10 зубцов), 40 (8×5) экземпляров на марочных листах. Марки без зубцов  (ЦФА [АО «Марка»] № 308Б) в обращение не поступали[11][12][13].
9. ↑  Портрет В. И. Ленина, чёрно-синяя. Металлография на толстой бумаге с водяным знаком «теневые квадраты», перфорирована: линейная зубцовка 10½ (на каждые 2 сантиметра края марки приходится 10½ зубцов), 40 (8×5) экземпляров на марочных листах. Также встречаются марки номиналом в 10 рублей с водяным знаком «теневые квадраты» и комбинированной линейной зубцовкой 10½:12½  (Mi #360 D) и 12½:10½  (Mi #360 E)[13]. Однако среди них встречаются частичные фальсификаты, изготовленные из марок  (ЦФА [АО «Марка»] № 309) с нанесением новой зубцовки[15]. Марки без зубцов  (ЦФА [АО «Марка»] № 309Б) в обращение не поступали[11][12][13].
10. ↑  Портрет В. И. Ленина, тёмно-зелёная. Металлография на толстой бумаге с водяным знаком «теневые квадраты», перфорирована: линейная зубцовка 10 (на каждые 2 сантиметра края марки приходится 10 зубцов), 40 (8×5) экземпляров на марочных листах. Марки без зубцов  (ЦФА [АО «Марка»] № 307Б) в обращение не поступали[11][12][13].
11. 1 2  Точная дата, к сожалению, не указана ни в одном из приведенных АИ[12][13].
12. ↑  Портрет В. И. Ленина, чёрно-синяя. Металлография на толстой бумаге с водяным знаком «теневые квадраты», перфорирована: линейная зубцовка 10 (на каждые 2 сантиметра края марки приходится 10 зубцов), 40 (8×5) экземпляров на марочных листах. Марки без зубцов  (ЦФА [АО «Марка»] № 309Б) в обращение не поступали[11][12][13].
13. ↑  Портрет В. И. Ленина, тёмно-зелёная. Металлография на рыхлой и гладкой бумаге без водяного знака, перфорирована: линейная зубцовка 12½ (на каждые 2 сантиметра края марки приходится 12½ зубцов), 40 (8×5) экземпляров на марочных листах[4][5][14].
14. ↑  Портрет В. И. Ленина, красно-коричневая. Металлография на рыхлой и гладкой бумаге без водяного знака, перфорирована: линейная зубцовка 12½ (на каждые 2 сантиметра края марки приходится 12½ зубцов), 40 (8×5) экземпляров на марочных листах[4][5][14].
15. ↑  Портрет В. И. Ленина, чёрно-синяя. Металлография на рыхлой и гладкой бумаге без водяного знака, перфорирована: линейная зубцовка 12½ (на каждые 2 сантиметра края марки приходится 12½ зубцов), 40 (8×5) экземпляров на марочных листах[4][5][14].